# 한국부동산원
한국부동산원(韓國不動産院, Korea Real Estate Board)은 부동산의 가격 공시 및 통계‧정보 관리 업무와 부동산 시장 정책 지원 등을 위한 조사‧관리 업무를 수행하여 부동산 시장의 안정과 질서 유지에 이바지 하는 국토교통부 산하의 공기업이다.
본사는 대구광역시 동구 이노밸리로 291(신서동 1145) 신서혁신도시에 있으며, 신용보증기금 본사와 한국산업단지공단 본사를 끼고 있다.

## 주요 기능 및 역할
한국감정원의 주요 업무
1. 부동산 가격 공시·통계 조사
2. 부동산 시장 관리(감정평가 적정성 관리, 녹색 건축 인증, 도시 재생 지원 등)
3. 공공 사업 보상 수탁, 해외 사업, 부동산 관련 연구 개발

1969년 4월 25일 「국유재산의 현물출자에 관한 법률」에 의해 부동산 감정 평가를 수행하는 정부 기관이었으나, 2016년 1월 19일 「한국감정원법」제정·공포에 따라 2016년 9월부터는 46년간 수행하여 오던 감정평가 부문은 전부 민간에 이양하였고, 주택 가격 공시 업무 전담, 감정평가 타당성 조사 및 부동산 시장 적정성에 대한 조사·관리 등 공적 기능만을 전담하여 부동산 시장 관리 전문 공공기관으로 거듭났다.
2005년 공동 주택 공시 가격 조사·산정 업무를 시작한 이래 2017년 단독 주택 가격 공시 업무까지 수행하여 전국의 모든 주택 가격 공시 업무를 통합 수행을 준비하고 있다. 또한 서민 담보 대출 비용 절감을 위하여 담보 물건 시세 확인 서비스를 서민이 주로 이용하는 신협, 새마을금고에 제공하고 있으며, 향후 주요 금융 기관으로 확대할 예정이다. 이외에도 정부3.0 정책 기조에 따라 부동산 시장 정보앱을 개발하여 보유하고 있던 아파트관리비 데이터를 공개하여 관리비 문제의 해결 방안을 제시하고, 각종 부동산 DB(공시 가격, 실거래 자료 등)을 국민에게 제공함에 따라 민간 기업 활성화 및 일자리 창출에도 많은 노력을 하고 있다.

## 연혁
- 1969년 4월 25일: 한국감정원 설립(담보 평가 및 국유 재산 평가 전문 기관)
- 1981년: 삼성동 본사 신축
- 1997년 5월 15일: 건교부 산하 기관으로 지정
- 2001년 9월 11일: 부동산 투자 자문 회사 등록(부동산 투자 회사법)
- 2003년 1월 1일: 보상 전문 기관 지정(공익 사업을 위한 토지 등의 취득 및 보상에 관한 법률)
- 2003년 7월 1일: 정비 사업 전문 관리 기관 지정(도시 및 주거 환경 정비법)
- 2004년 4월 1일: 정부 산하 기관으로 지정(정부 산하 기관 관리 기본법)
- 2005년 1월 14일: 공동 주택 가격 조사,산정 기관 및 주택 가격 정보 구축, 관리 기관으로 지정(부동산 가격 공시법)
- 2006년 1월 9일: 주택 성능 등급 인정 기관으로 지정(주택법)
- 2007년 4월 1일: 공공기관 운영에 관한 법률에 의거 준시장형 공기업으로 지정
- 2007년 9월: 분양가 상한제 관련 택지비 평가 전문 기관 지정(주택법)
- 2008년 1월: 주택 품질 소비자 만족도 조사 기관 지정(주택 품질 향상에 따른 가산 비용 기준)
- 2009년 4월: 주택 가격 동향 조사 기관(주택법)
- 2013년 9월 5일: 대구광역시 동구 신서동 신서혁신도시로 이전
- 2016년 1월 19일: 한국감정원법 시행령
- 2016년 8월 31일: 한국감정원법 시행령 제정
- 2020년 12월 10일: 한국부동산원으로 명칭 변경

## 주소
- 본사: 대구광역시 동구 이노밸리로 291 (신서동 1145)
- 지사

| 지사명                                   | 도로명주소                                                                    |
| 서울지역본부                             | 서울특별시 서초구 서운로3 (서초동) 7층                                        |
| 서울강남지사                             | 서울특별시 서초구 서운로3 (서초동) 6층                                        |
| 서울중부지사                             | 서울특별시 중구 남대문로 117[다동 88] (동아빌딩 8층)                          |
| 서울동부지사                             | 서울특별시 성동구 천호대로 432[용답동 235-2] (금풍빌딩 6층)                   |
| 서울남부지사                             | 서울특별시 영등포구 영중로61(영등포동 6가 8-1) [극동빌딩 7층]                 |
| 수도권남부지역본부                       | 경기도 수원시 팔달구 경수대로 464 (인계동)                                    |
| 수원지사                                 | 경기도 수원시 팔달구 경수대로 464 (인계동)                                    |
| 성남지사                                 | 경기도 성남시 분당구 야탑로81번길16[야탑동 358-1] (하나은행 야탑역지점 5층)   |
| 안양지사                                 | 경기도 안양시 동안구 평촌대로212번길 55 (관양동 1591-10, 대고빌딩 8층)        |
| 수도권북부지역본부                       | 인천광역시 남동구 논현로 46번길 23 (논현동) 한국토지주택공사 인천지역본부 8층 |
| 인천지사                                 | 인천광역시 남동구 논현로 46번길 23 (논현동) 한국토지주택공사 인천지역본부 8층 |
| 의정부지사                               | 경기도 의정부시 신흥로 243 서영빌딩 서관 8층 (의정부동 493-4번지)             |
| 고양지사                                 | 경기도 고양시 일산동구 중앙로 1187 [장항동] (흥국생명빌딩 5층)                |
| 춘천지사                                 | 강원도 춘천시 중앙로 16[요선동 4-9] (무림빌딩 7층)                            |
| 강릉지사                                 | 강원도 강릉시 경강로 2087 기업은행 강릉지점 2층 [임당동 82-1]                 |
| 충청지역본부                             | 대전광역시 서구 한밭대로 809[둔산동 929] (사학연금 둔산회관 18층)             |
| 대전지사                                 | 대전광역시 서구 한밭대로 809[둔산동 929] (사학연금 둔산회관 18층)             |
| 천안지사                                 | 충청남도 천안시 동남구 충절로 138, 교보생명 2층(원성동)                       |
| 홍성지사                                 | 충청남도 홍성군 홍북읍 청사로 158(센트럴타워4층)                              |
| 청주지사                                 | 충청북도 청주시 청원구 새터로 34[내덕동 306-3] (KT&G충북본부 4층)             |
| 충주지사                                 | 충청북도 충주시 으뜸로 31 충주상공회의소 4층 [금릉동 693]                     |
| 호남지역본부                             | 광주광역시 서구 시청로 84 (3층, 치평동)                                       |
| 광주지사                                 | 광주광역시 서구 시청로 84 (3층, 치평동)                                       |
| 순천지사                                 | 전라남도 순천시 이수로 296[연향동 1317-1] (청우빌딩 9층)                      |
| 전주지사                                 | 전북특별자치도 전주시 덕진구 백제대로 566 전북은행빌딩 16층 [금암동 669-2]    |
| 군산지사                                 | 전북특별자치도 군산시 대학로 35(중앙로1가 14-12) 군산교보빌딩 8층             |
| 제주지사                                 | 제주특별자치도 제주시 연삼로 473[이도이동 390] (제주경제통상진흥원 5층)       |
| 부산경남지역본부                         | 부산광역시 동구 중앙대로 314[초량동 1157-5] (한국부동산원 빌딩 12층)          |
| 부산동부지사                             | 부산광역시 동구 중앙대로 314[초량동 1157-5] (한국부동산원 빌딩 12층)          |
| 부산서부지사                             | 부산광역시 사상구 사상로181번길 10, 3층(괘법동, 하이에어코리아빌딩)           |
| 울산지사                                 | 울산광역시 남구 북부순환도로 17[무거동 299-10] (남운프라자 901호)             |
| 창원지사                                 | 경상남도 창원시 성산구 상남로 25[상남동 69-4] (한국산업은행 창원지점 3층)     |
| 진주지사                                 | 경상남도 진주시 진주대로 884 (교보빌딩 8층)                                   |
| 대구경북지역본부                         | 대구광역시 동구 동대구로 441 영남타워 15층                                    |
| 대구지사                                 | 대구광역시 동구 동대구로 441 영남타워 15층                                    |
| 안동지사                                 | 경상북도 안동시 경동로 568[당북동 333-3] (에이비엘생명 5층)                   |
| 포항지사                                 | 경상북도 포항시 북구 중앙로 201 (죽도동) 한화생명빌딩 8층                     |
| 서울지역본부 수도권보상지원단            | 서울특별시 서초구 서운로3, 3층(한국부동산원 강남사옥)                         |
| 서울지역본부 수도권보상지원단 소송지원팀 | 서울특별시 서초구 서운로3, 3층(한국부동산원 강남사옥)                         |
| 서울지역본부 공익보상1부                 | 서울특별시 서초구 서운로3 (서초동) 3층(한국부동산원 강남사옥)                 |
| 서울지역본부 공익보상1부 GTX-B사업소     | 서울특별시 서초구 서운로3 (서초동) 3층(한국부동산원 강남사옥)                 |
| 서울지역본부 공익보상1부 신안산선사업소  | 서울특별시 서초구 서운로3(서초동) 3층(한국부동산원 강남사옥)                  |
| 서울지역본부 공익보상1부 GTX-C사업소     | 서울특별시 서초구 서운로3(서초동) 3층(한국부동산원 강남사옥)                  |
| 서울지역본부 공익보상2부                 | 서울 서초구 서운로3, 1층(한국부동산원 강남사옥)                               |
| 서울지역본부 공익보상2부 보상1사업소     | 서울 서초구 서운로3, 1층(한국부동산원 강남사옥)                               |
| 서울지역본부 공익보상2부 보상2사업소     | 서울 서초구 서운로3, 1층(한국부동산원 강남사옥)                               |
| 서울지역본부 공익보상3부                 | 경기도 수원시 영통구 광교로 152 (이의동), 디아이티빌딩6층                     |
| 서울지역본부 공익보상3부 보상1사업소     | 경기도 수원시 영통구 광교로 152 (이의동), 디아이티빌딩6층                     |
| 서울지역본부 공익보상3부 보상2사업소     | 경기도 수원시 영통구 광교로 152 (이의동), 디아이티빌딩6층                     |
| 서울지역본부 공익보상4부                 | 인천광역시 서구 봉오재3로 90 한일골드타워 제8층, 가정동 619-1                 |
| 서울지역본부 공익보상4부 보상1사업소     | 인천광역시 서구 봉오재3로 90 한일골드타워 제8층, 가정동 619-1                 |
| 서울지역본부 공익보상4부 보상2사업소     | 인천광역시 서구 봉오재3로 90 한일골드타워 제8층, 가정동 619-1                 |
| 충청지역본부 공익보상부                  | 대전광역시 서구 한밭대로 809(둔산동 929) 사학연금회관 9층                     |
| 충청지역본부 공익보상부 보상1사업소      | 대전광역시 서구 한밭대로 809(둔산동) 사학연금회관 9층                         |
| 충청지역본부 공익보상부 보상2사업소      | 충북 청주시 청원구 율량로3번길 36, 3층(주중동 850)                            |
| 호남지역본부 공익보상부                  | 광주광역시 서구 시청로84 한국부동산원 광주사옥 2층                            |
| 호남지역본부 공익보상부 함평사업소       | 전라남도 함평군 함평읍 내바람길 45, 2층                                       |
| 호남지역본부 공익보상부 제주사업소       | 제주특별자치도 제주시 연삼로 473(이도이동 390), 제주경제통상진흥원 5층        |
| 부산경남지역본부 공익보상부              | 부산광역시 동구 중앙대로 314 한국부동산원빌딩 12층                            |
| 대구경북지역본부 공익보상부              | 대구광역시 달서구 달구벌대로 1834 (두류동 87-36) 성안오피스텔 1805호          |

## 조직

### 원장
- 감사
  - 감사실
- 비서팀

### 부원장
- 홍보부

#### 혁신경영본부
- 기획조정실
- 경영지원실
- ESG전략실
- ICT센터

#### 공시통계본부
- 부동산공시처
- 부동산통계처
- 부동산분석처

#### 시장관리본부
- 시장관리처
- 청약관리처
- 소비자보호처

#### 산업지원본부
- 공익보상처
- 도시정비처
- 녹색건축처

#### 부동산연구원
- 연구개발실

## 역대 원장
| 대수     | 이름            | 임기                                | 비고 |
| -------- | --------------- | ----------------------------------- | ---- |
| 초대     | 이종화(李鍾禾)  | 1969년 3월 15일 ~ 1970년 3월 13일   |      |
| 2대      | 유길상(劉吉相)  | 1970년 3월 14일 ~ 1976년 2월 5일    |      |
| 3대      | 안종직(安鍾稷)  | 1976년 2월 6일 ~ 1982년 2월 10일    |      |
| 4대      | 황하주(黃遐周)  | 1982년 2월 11일 ~ 1989년 2월 23일   |      |
| 5대      | 홍문신(洪文信)  | 1989년 2월 24일 ~ 1995년 3월 1일    |      |
| 6대      | 손선규(孫善奎)  | 1995년 3월 2일 ~ 1998년 3월 8일     |      |
| 7대      | 강길부(姜吉夫)  | 1998년 3월 30일 ~ 2000년 8월 11일   |      |
| 8대      | 이근식(李根植)  | 2000년 9월 8일 ~ 2001년 3월 26일    |      |
| 9대      | 이수일(李秀一)  | 2001년 4월 9일 ~ 2001년 11월 26일   |      |
| 10대     | 강석천(姜錫天)  | 2001년 12월 17일 ~ 2004년 12월 16일 |      |
| 11대     | 장동규(蔣東奎)  | 2004년 12월 20일 ~ 2007년 12월 19일 |      |
| 12대     | 황해성(黃海成)  | 2007년 12월 20일 ~ 2011년 1월 4일   |      |
| 13대     | 권진봉 (權鎭鳳) | 2011년 1월 5일 ～ 2014년 3월 2일    |      |
| 14대     | 서종대(徐鍾大)  | 2014년 3월 3일 ~ 2017년 2월 28일    |      |
| 직무대행 | 변성렬(聖烈)    | 2017년 3월 1일 ~ 2018년 2월 25일    |      |
| 15대     | 김학규(金學叫)  | 2018년 2월 26일 ~ 2021년 2월 25일   |      |
| 16대     | 손태락(孫太洛)  | 2021년 2월 26일 ~ 2024년 2월 25일   |      |

## 한국감정원 부동산 정보 어플
2015년 한국감정원은 부동산가격 및 시장동향을 자세히 알 수 있는 어플을 출시했다.
어플의 주요 기능
① 시세 및 실거래 정보
② 아파트 별 관리비 비교
③ 나에게 맞는 매물 찾기

## 사진

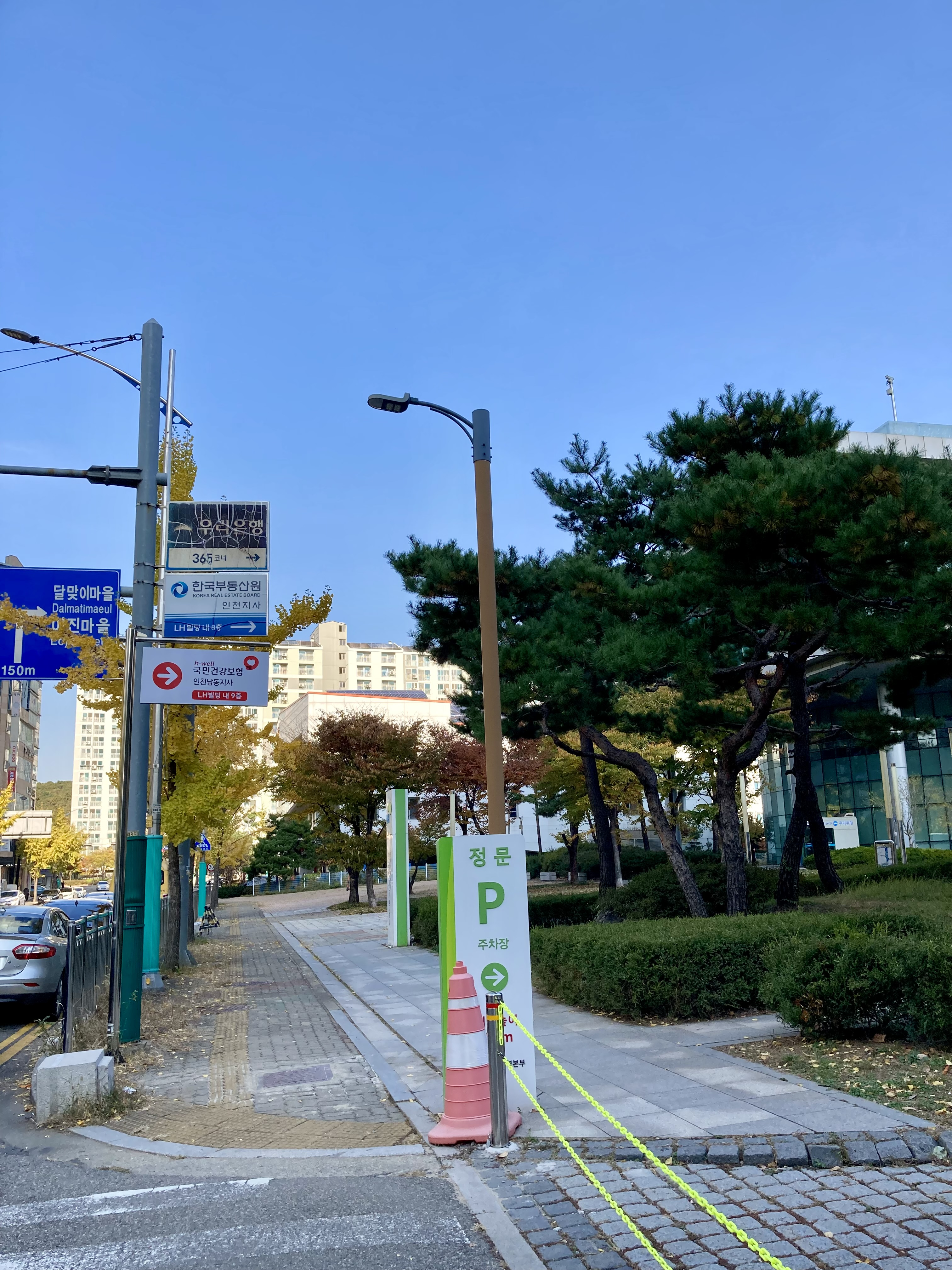
한국부동산원(인천지사, 남동구 논현로46번길 23)
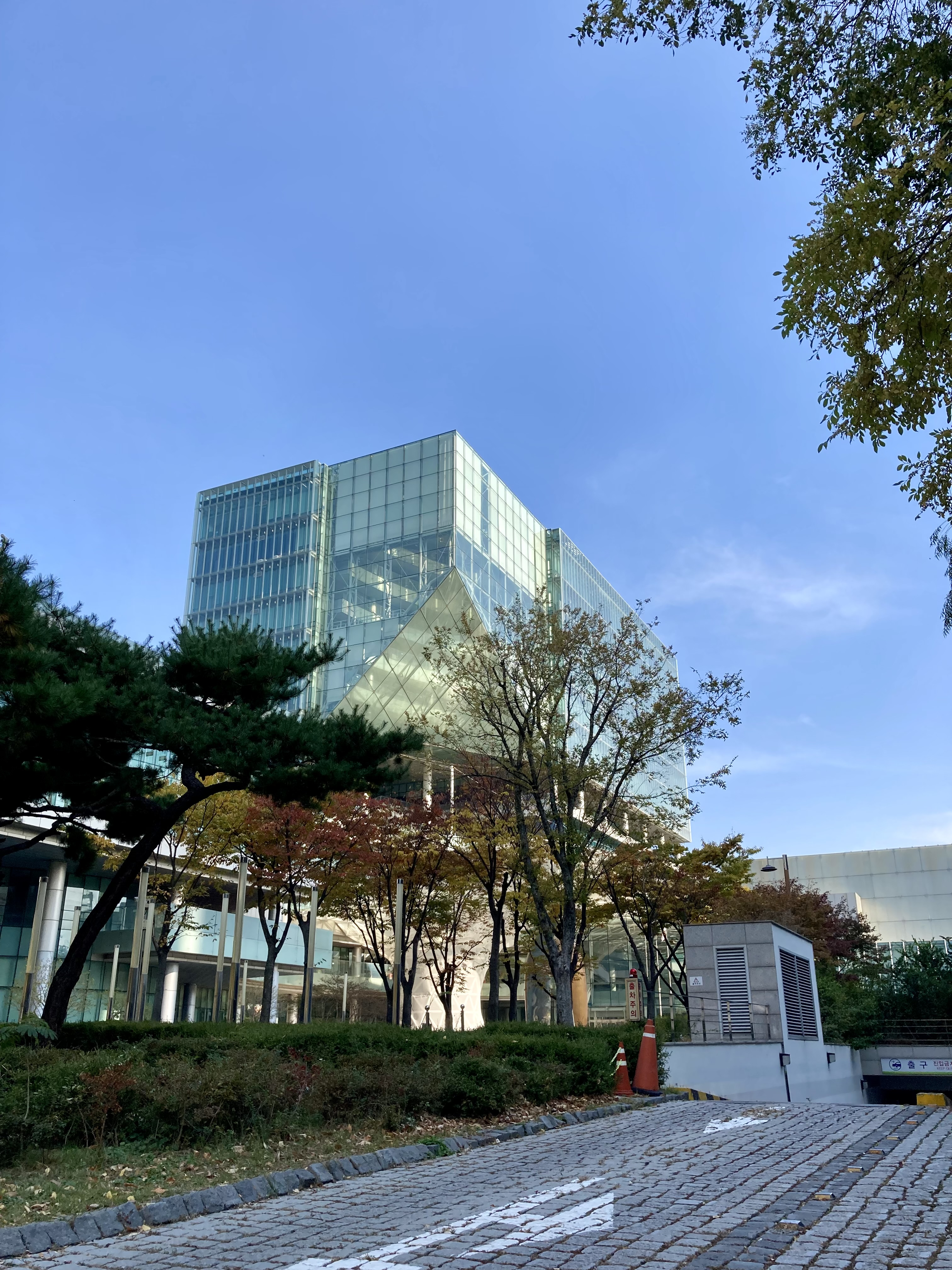
한국부동산원(인천지사, 남동구 논현로46번길 23)